# Kanton Limoges-3
Der Kanton Limoges-3 ist seit 2015 ein französischer Wahlkreis im Arrondissement Limoges, im Département Haute-Vienne und in der Region Nouvelle-Aquitaine.
Der Kanton besteht aus dem nördlichen Zentrum der Stadt Limoges mit insgesamt 16.210 Einwohnern (Stand: 2022):